# Prokopi Dżaparidze

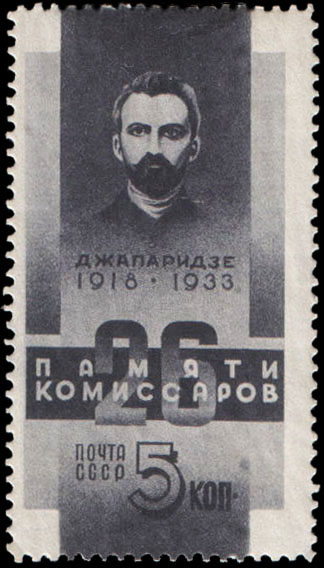
Prokopi Dżaparidze na znaczku poczty ZSRR

Prokopi Aprasjonowicz Dżaparidze (gruz. პროკოფი აპრასიონის ძე ჯაფარიძე, ur. 3 stycznia?/15 stycznia 1880, zm. 20 września 1918 w Krasnowodsku) – gruziński komunista, działacz bolszewicki na terenie Azerbejdżanu, jeden z 26 komisarzy Komuny Bakijskiej.

## Młodość i wczesna działalność
Zdobył wykształcenie wyższe w Instytucie Nauczycielskim w Tbilisi. W SDPRR działał od 1898, należał ponadto do założycieli Hümmətu i był szczególnie aktywny w środowiskach muzułmańskich.
Po rewolucji lutowej został wybrany do bakijskiego komitetu partii bolszewickiej, w grudniu 1917 został zastępcą przewodniczącego, a w styczniu przewodniczącym Komitetu Wykonawczego Rady Robotniczej Baku. W marcu 1918 brał udział w stłumieniu buntu azerskiego w Baku. W Komunie Bakijskiej pełnił funkcję komisarza spraw wewnętrznych, a następnie komisarza ds. żywności.
20 września 1918 został rozstrzelany na mocy decyzji lokalnego rządu eserowskiego i za aprobatą brytyjskiej misji wojskowe razem z pozostałymi działaczami Komuny Bakijskiej.